# Clusia purpurea
Clusia purpurea är en tvåhjärtbladig växtart som först beskrevs av Frederik Louis Splitgerber, och fick sitt nu gällande namn av Adolf Engler. Clusia purpurea ingår i släktet Clusia och familjen Clusiaceae. Inga underarter finns listade i Catalogue of Life.